# マルク・ジャトコフスキ
マルク・ジャトコフスキ（Marc Rzatkowski、1990年3月2日 - ）は、ドイツのプロサッカー選手。ポジションはMF。アルミニア・ビーレフェルト所属。

## 経歴
地元クラブであるVfLボーフムの下部組織でプレーをはじめ、2010年にトップチームに昇格。同年10月のSpVggグロイター・フュルト戦でプロデビューを果たした。
2011-12シーズンはアルミニア・ビーレフェルトにレンタル移籍した。
2013年1月、FCザンクトパウリに移籍。
2016年6月、レッドブル・ザルツブルクに移籍。
2018年1月、ニューヨーク・レッドブルズにレンタルで加入。2019年シーズンより完全移籍で再加入。
2021年9月21日、シャルケ04とシーズン終了までの契約を結んだ。
2022年7月、アルミニア・ビーレフェルトに1年契約で復帰した。

## タイトル

### クラブ
レッドブル・ザルツブルク
- オーストリア・ブンデスリーガ: 2016–17
- オーストリア・カップ: 2016–17

ニューヨーク・レッドブルズ
- サポーターズ・シールド: 2018

シャルケ04
- 2. ブンデスリーガ: 2021-22